# Mnium
Mnium là một chi rêu trong họ Calypogeiaceae.